# Carmel Saint-Joseph
Pour les articles homonymes, voir Carmel.
Cet article possède un paronyme, voir Carmélites de saint Joseph (homonymie).
Le carmel Saint-Joseph est une congrégation religieuse féminine française de droit pontifical fondée en 1872 par Léontine Jarre en religion Mère Marguerite-Marie du Sacré-cœur, dans le village de Saint-Martin-de-Senozan (diocèse d'Autun) en France. Cette congrégation a pour but la vie contemplative l'apostolat (catéchèse et les retraites spirituelles).

## Historique
Cet institut de vie contemplative est fondé en 1872 par Léontine Jarre (1830-1892). En 1864 la jeune femme s'engage dans le Tiers-Ordre carmélite du Carmel d'Autun.
Puis, aidée et soutenue par son frère Charles et par l’abbé Benoît Commercon, elle décide de créer une nouvelle congrégation religieuse liée au Carmel. Elle rassemble un premier petit groupe de femmes dans sa maison, puis en 1872 les carmélites s'installent à Saint-Martin-Belle-Roche dans un nouveau bâtiment construit sous la protection de saint Joseph. Léontine Jarre prend le nom de mère Marguerite du Sacré-Cœur et devient la fondatrice de ce nouveau carmel,,. 
Les premières professions religieuses sont prononcées en 1879. Les constitutions de la congrégation, rédigées avec l'aide des Carmes déchaux, sont finalisées en 1881. La congrégation est reconnue par l'évêque d'Autun (Mgr Adolphe Perraud) la même année. Le 19 mars 1882, le Père Général des Carmes déchaux accorde à la nouvelle communauté « la pleine participation aux grâces de l'Ordre ». L'institut est agrégé à l'Ordre des Carmes déchaux le 29 octobre 1908, puis reconnu de droit pontifical le 16 juin 1936,,. Vers 1920, la congrégation essaime et ouvre un nouveau carmel près de Lyon.

## Fusion
- 2007 : Le Carmel de l'Emmanuel est fondé le 18 février 1948 à Hautvillers par Hélène Mauriange en religion Mère Marie-Hélène du Christ[6]. L'institut est érigé le 5 avril 1964 par Gérard Bannwarth, évêque de Soissons et agrégé a l'ordre des Carmes déchaux le 10 janvier 1965[7]. La congrégation fusionne en 2007 avec les carmélites de saint Joseph[8].

## Activités et diffusion
Les carmélites de cet congrégation ont une vie contemplative non cloîtrée. Elles ont pour objectif de « donner la première place à la recherche du Dieu Vivant en communion de vie fraternelle », et par l'oraison. Le « service de leurs frères » fait également partie de leur vocation. Pour cela elles développent diverses activités d'apostolat comme l'accueil pour la prière, le ressourcement spirituel, la catéchèse, tant auprès des jeunes que des malades, des personnes âgées, en Europe, et dans le Tiers-Monde. Dans ces missions, elles tentent de « donner aux hommes et femmes rencontrés la connaissance et le goût de Dieu »,.
Elles sont présentes en,:
- Europe :

- France : Saint-Martin-Belle-Roche[12], Lanester, Hérouville-Saint-Clair, Saint-Georges-Motel, Paris, Chaville, Sainte-Foy-lès-Lyon, abbaye de Gellone[13] à Saint-Guilhem-le-Désert, Lomme (Lille).
- Suisse : Fribourg.
- Belgique : Bruxelles, Torhout.

- Afrique :

- Égypte : Le Caire, Nékhéla.
- Maroc:  Casablanca.
- République démocratique du Congo : Lubumbashi, Kerith, Lubumbashi M'siri
- Madagascar[14] : Antsirabe ; Fandriana ; Ambohimanala ; Sahambavy

- Asie :

- Liban : Mechref[15] (Beyrouth)
- Syrie : Lattaquié, Ain Hlakim
- Israël : Isfiya
- Viet-Nam : Nha Trang Dong Ho ; Thuduc

En 2017, la congrégation comptait 228 sœurs réparties dans 32 communautés.